# Rebecca Passler
Rebecca Passler (* 31. August 2001 in Bruneck) ist eine italienische Biathletin.

## Werdegang
Rebecca Passler stammt aus dem Südtiroler Biathlonzentrum Antholz und ist die Nichte des Staffelweltmeisters und Olympiamedaillengewinners Johann Passler. Über ihre Familie kam sie früh mit dem Biathlonsport in Kontakt und gewann mehrere Wettkämpfe im italienischen Nachwuchsbereich. Im Winter 2019 bestritt sie vier Rennen bei den Jugendweltmeisterschaften und debütierte im IBU-Junior-Cup, wo sie in der Saison 2019/20 einmal im Sprint und zweimal in der Single-Mixed-Staffel (mit Michele Molinari) auf das Podest lief. Ende Januar 2020 gewann sie bei der Jugend-WM 2020 in der Lenzerheide im 10-Kilometer-Einzelrennen sowie in der Staffel mit Hannah Auchentaller und Linda Zingerle zwei Silbermedaillen.
Mit 19 Jahren wurde Passler im Januar 2021 erstmals im IBU-Cup der Erwachsenen, der zweithöchsten Wettkampfserie des internationalen Biathlons, eingesetzt. Zusammen mit Daniele Cappellari stand sie am Arber in der Single-Mixed-Staffel auf dem Podest; beim Saisonfinale in Obertilliach erreichte sie am 12. März im Sprint einen dritten Rang. Am gleichen Ort hatte sie in den Tagen zuvor bei der Junioren-WM zweimal Silber (im Sprint hinter Amy Baserga und mit der Staffel) sowie einmal Bronze (in der Verfolgung) gewonnen. Bei den Europameisterschaften 2021 verpassten sie und Cappellari als Vierte der Single-Mixed-Staffel die Bronzemedaille um gut zwei Sekunden. Am Saisonende kam Passler im Massenstartrennen der italienischen Meisterschaften in Martell vor den Weltcupsiegerinnen Lisa Vittozzi und Dorothea Wierer als Erste über die Ziellinie. Auch wenn die Juniorinnen und die Erwachsenen in einem gemeinsamen Rennen antraten, wurden beide Alterskategorien in einem eigenen Klassement gewertet. Dadurch wurde Passler italienische Juniorenmeisterin, während Vittozzi den Titel in der Erwachsenenkategorie errang. Im Frühjahr 2021 berief der italienische Verband Passler neben Wierer, Vittozzi und Michela Carrara in den vierköpfigen A-Kader. Sie debütierte beim Auftakt in die Saison 2021/22 in Östersund im Biathlon-Weltcup, platzierte sich im hinteren Teil des Feldes und wurde anschließend wieder in den IBU-Cup zurückgestuft. Zum Ende des Winters errang sie bei der Junioren-WM in Soldier Hollow den Titel mit der Frauenstaffel und gewann Silber im Sprint hinter Tereza Voborníková aus Tschechien.
Im Winter 2022/23 gehörte Passler durchgängig dem italienischen Weltcupteam an. Als 17. beim Sprint in Kontiolahti gewann sie Anfang Dezember ihre ersten Weltcuppunkte. Eine Woche später in Hochfilzen stand sie als Startläuferin der drittplatzierten Frauenstaffel neben Dorothea Wierer, Lisa Vittozzi und Samuela Comola zum ersten Mal auf dem Podest.

## Statistik

### Weltcupplatzierungen
Die Tabelle zeigt alle Platzierungen (je nach Austragungsjahr einschließlich Olympische Spiele und Weltmeisterschaften).
- 1.–3. Platz: Anzahl der Podiumsplatzierungen
- Top 10: Anzahl der Platzierungen unter den ersten zehn (einschließlich Podium)
- Punkteränge: Anzahl der Platzierungen innerhalb der Punkteränge (einschließlich Podium und Top 10)
- Starts: Anzahl gelaufener Rennen in der jeweiligen Disziplin
- Staffel: inklusive Mixed- und Single-Mixed-Staffeln

| Platzierung               | Einzel | Sprint | Verfolgung | Massenstart | Staffel | Gesamt |
| ------------------------- | ------ | ------ | ---------- | ----------- | ------- | ------ |
| 1. Platz                  |        |        |            |             |         |        |
| 2. Platz                  |        |        |            |             |         |        |
| 3. Platz                  |        |        |            |             | 2       | 2      |
| Top 10                    |        |        |            |             | 10      | 10     |
| Punkteränge               | 3      | 6      | 6          |             | 13      | 28     |
| Starts                    | 6      | 14     | 8          |             | 13      | 41     |
| Stand: Saisonende 2023/24 |        |        |            |             |         |        |

### Weltcupwertungen
Ergebnisse bei Biathlon-Weltcups (Disziplinen- und Gesamtweltcup) gemäß Punktesystem:
| Saison  | Einzel | Einzel | Sprint | Sprint | Verfolgung | Verfolgung | Massenstart | Massenstart | Gesamt | Gesamt |
| Saison  | Platz  | Punkte | Platz  | Punkte | Platz      | Punkte     | Platz       | Punkte      | Platz  | Punkte |
| ------- | ------ | ------ | ------ | ------ | ---------- | ---------- | ----------- | ----------- | ------ | ------ |
| 2021/22 | –      | 0      | –      | 0      | –          | –          | –           | –           | –      | 000    |
| 2022/23 | 53.    | 12     | 36.    | 61     | 32.        | 60         | –           | –           | 39.    | 133    |
| 2023/24 | 29.    | 36     | 51.    | 28     | 56.        | 22         | –           | –           | 47.    | 086    |
| 2024/25 | –      | 0      | –      | 0      | 65.        | 09         | –           | –           | 88.    | 009    |

### Weltmeisterschaften
Die Tabelle zeigt alle Platzierungen bei Weltmeisterschaften:
| Weltmeisterschaften | Weltmeisterschaften | Einzelwettbewerbe | Einzelwettbewerbe | Einzelwettbewerbe | Einzelwettbewerbe | Staffelwettbewerbe | Staffelwettbewerbe | Staffelwettbewerbe |
| Jahr                | Ort                 | Einzel            | Sprint            | Verfolgung        | Massenstart       | Frauenstaffel      | Mixed-Staffel      | S.-M.-Staffel      |
| ------------------- | ------------------- | ----------------- | ----------------- | ----------------- | ----------------- | ------------------ | ------------------ | ------------------ |
| 2023                | Oberhof             | 28.               | 34.               | 45.               | –                 | –                  | –                  | –                  |
| 2024                | Nové Město          | 75.               | –                 | –                 | –                 | 11.                | –                  | –                  |

### Europameisterschaften
Die Tabelle zeigt alle Platzierungen bei Europameisterschaften:
| Weltmeisterschaften | Weltmeisterschaften | Einzelwettbewerbe | Einzelwettbewerbe | Einzelwettbewerbe | Staffelwettbewerbe | Staffelwettbewerbe |
| Jahr                | Ort                 | Einzel            | Sprint            | Verfolgung        | Mixed-Staffel      | S.-M.-Staffel      |
| ------------------- | ------------------- | ----------------- | ----------------- | ----------------- | ------------------ | ------------------ |
| 2021                | Duszniki-Zdrój      | 80.               | 45.               | 49.               | –                  | 4.                 |
| 2022                | Arber               | 48.               | 69.               | –                 | –                  | 4.                 |

### Juniorenweltmeisterschaften
Die Tabelle zeigt alle Platzierungen bei Juniorenweltmeisterschaften:
| Weltmeisterschaften | Weltmeisterschaften | Einzelwettbewerbe | Einzelwettbewerbe | Einzelwettbewerbe | Frauenstaffel |
| Jahr                | Ort                 | Einzel            | Sprint            | Verfolgung        | Frauenstaffel |
| ------------------- | ------------------- | ----------------- | ----------------- | ----------------- | ------------- |
| 2019                | Osrblie             | 10.               | 36.               | 28.               | 6.            |
| 2020                | Lenzerheide         | 02.               | 13.               | 09.               | 2.            |
| 2021                | Obertilliach        | 10.               | 02.               | 03.               | 2.            |
| 2022                | Soldier Hollow      | 14.               | 02.               | 12.               | 1.            |